# Christopher Nolan
Sir Christopher Edward Nolan, född 30 juli 1970 i London, är en brittisk-amerikansk filmregissör, manusförfattare och filmproducent.
Nolan har en brittisk far och en amerikansk mor. Han är gift med producenten Emma Thomas sedan 1997, som han har fyra barn med. De är bosatta i Los Angeles i USA. Han arbetar ofta tillsammans med sin bror Jonathan Nolan.
Nolan fick sitt stora genombrott när han år 2000 regisserade den psykologiska thrillern Memento. Han är även känd för att ha återupplivat Batman-filmerna genom att regissera Batman Begins (2005), The Dark Knight (2008) och The Dark Knight Rises (2012). Nolan har Oscarnominerats fem gånger; 2002 för Bästa originalmanus för Memento, 2010 för Bästa film och Bästa originalmanus för Inception och 2017 för Bästa film och Bästa regi för Dunkirk. Nolan vann Oscar för både Bästa film och Bästa regi 2023 för Oppenheimer.
Sju av tio filmer som Nolan regisserat ligger för närvarande (oktober 2016) på IMDb:s topplista över de 250 bästa filmerna genom tiderna. Dessa filmer är The Dark Knight Rises (2012), The Dark Knight (2008), Inception (2010), Memento (2000), The Prestige (2006), Batman Begins (2005) och Interstellar (2014).
Nolan har bland annat skrivit förordet till boken The Science of Interstellar, skriven av fysikern Kip Thorne.

## Filmografi (urval)
- 1997 – Doodlebug (regi, manus och produktion)
- 1998 – Following (regi, manus och produktion)
- 2000 – Memento (regi och manus)
- 2002 – Insomnia (regi)
- 2005 – Batman Begins (regi och manus)
- 2006 – The Prestige (regi, manus och produktion)
- 2008 – The Dark Knight (regi, manus och produktion)
- 2010 – Inception (regi, manus och produktion)
- 2012 – The Dark Knight Rises (regi, manus och produktion)
- 2013 – Man of Steel (produktion och manus (berättelsen))
- 2014 – Transcendence (exekutiv producent)
- 2014 – Interstellar (regi, manus och produktion)
- 2016 – Batman v Superman: Dawn of Justice[18] (exekutiv producent)
- 2017 – Dunkirk[19] (regi, manus och produktion)
- 2017 – Justice League (exekutiv producent)
- 2020 – Tenet (regi, manus och produktion)
- 2023 – Oppenheimer (regi, manus och produktion)
- 2026 – The Odyssey (regi, manus och produktion)